# Desmomys yaldeni
Desmomys yaldeni är en gnagare i familjen råttdjur som förekommer i bergstrakter i Etiopien.
Hittills blev bara två individer uppmätt. De hade en kroppslängd (huvud och bål) av 117 respektive 132 mm, en svanslängd av 141 och 145 mm samt en vikt av 45 och 49 g. Bakfötterna hade ungefär en längd av 28 mm och öronen var cirka 18 mm långa. Den grova pälsen på ovansidan bildas av hår som är grå vid roten, rödbrun i mitten och svart vid spetsen. Färgen på bålen är därför agouti. På ryggens topp finns en längsgående gulbrun strimma. Undersidan är täckt av ljusgrå till vit päls. Kännetecknande är artens svartaktiga händer och fötter med röd skugga. Den andra arten i samma släkte, Desmomys harringtoni, har ljusare fötter. Svansen är täckt av korta hår och den är svartaktig på toppen samt gulaktig på undersidan. Släktets arter skiljer sig även i sina genetiska egenskaper.
Denna gnagare lever i sydvästra Etiopien i en region som ligger 1800 till 1930 meter över havet. Området är främst täckt med fuktiga skogar med arabiskt kaffe (Coffea arabica) som dominerande växt.
Det är inget känt om artens levnadssätt. På grund av den långa svansen antas att Desmomys yaldeni klättrar gärna i växtligheten. Tänderna är lämpliga för ryggradslösa djur och bär.
Djurets bestånd hotas av skogsavverkningar. Det kända utbredningsområdet är bara omkring 10 000 km² stort. IUCN listar arten därför som sårbar (VU).